# Acantharctia flavimarginata
Acantharctia flavimarginata är en fjärilsart som beskrevs av Rothschild 1935. Acantharctia flavimarginata ingår i släktet Acantharctia och familjen björnspinnare. Inga underarter finns listade i Catalogue of Life.